# Apanteles caligophagus
Apanteles caligophagus är en stekelart som beskrevs av Blanchard 1964. Apanteles caligophagus ingår i släktet Apanteles och familjen bracksteklar. Inga underarter finns listade i Catalogue of Life.